# Древнерусская гривна
Гри́вна (гри́венка) (праслав. *grivьna, др.-рус. гривьна, укр. гри́вня, бел. гры́ўня, пол. grzywna, чеш. hřivna; от праслав. *griva) — денежная и весовая единица (единица массы) древнерусских и соседних с ними земель в XI–XV веках.
Гривна использовалась, в частности, для измерения массы серебра и золота (откуда и появился её денежный эквивалент). Золотая гривна была в 12,5 раза дороже серебряной. Первая весовая единица, упоминаемая в древнерусских летописях. Позже в России, гривна в денежном счёте — то же, что гривенник.

## История
Название произошло от наименования шейного украшения «гривны», часто изготавливавшейся из драгоценных металлов — золота или серебра. Позже значение слова трансформировалось и стало соответствовать определённой массе драгоценного металла, содержавшегося в европейской марке. Отсюда произошла денежно-весовая единица «гривна серебра», упоминаемая в Грамоте Великого князя Мстислава и сына его Всеволода — Новгородскому Юрьеву монастырю (1130 год). Первое упоминание гривны относится к 1014 году, когда Ярослав Мудрый, правя в Новгороде, должен был ежегодно уплачивать в Киев 2000 гривен серебра. В 1014 году, почувствовав себя достаточно сильным, отказался от уплаты дани Киеву.
Также упоминается в берестяных грамотах XI–XV веков
Гривна серебра была эквивалентна по количеству некоторому числу одинаковых монет, отсюда пошёл их счёт на штуки, а эта денежно-счётная единица стала называться «гривна кун». Обе гривны стали в Древней Руси платёжно-денежными понятиями.

Аже лодью украдеть, то 7 кунъ продаже, а лодию лицемь воротити, а за морьскую лодью 3 гривны, а за набоиною 2 гривне, а за челнъ 8 кунъ, а за стругъ гривна.— Пр. Рус., 131 (1282 г. ~ XII в.)
Изначально масса гривны серебра и масса гривны кун были одинаковы, но позже куны стали изготавливать из низкопробного серебра, и их стоимость в конце концов снизилась до четверти условно полноценных. В связи с этим произошло изменение ценности гривен друг относительно друга. Так, гривна серебра стала равняться нескольким гривнам кун, в XII веке гривна серебра, весившая тогда около 204 граммов, равнялась ценности четырёх гривен кун (одна гривна кун весила около 51 грамма).
Гривна кун была эквивалентна определённому количеству имеющих хождение монет.
- В XI веке 1 гривна кун = 20 ногатам = 25 кунам = 50 резанам = 150 веверицам (векшам)
- в XII веке 1 гривна кун = 20 ногатам = 50 кунам (причём куна уменьшилась вдвое)

## Техника литья
Нерегулярные литые серебряные слитки циркулировали примерно с XI по начало XII веков.  Из Литвы известен только один такой образец, найденный в 1938 году в Граужяй.  Примерно во второй половине XII века предложение чеканенных западноевропейских монет иссякло, и в Восточной Европе не было централизованной власти, которая могла бы заниматься чеканкой монет. Этот период известен как «безмонетный период». Однако купцам нужны были средства обмена. Поэтому была разработана локальная система литых серебряных слитков. Хотя серебро было импортировано (в регионе нет серебряных рудников; основной район добычи находился в Верхнем Гарце в Германии), слитки были отлиты на месте. Сначала создавалась восковая модель. Затем её покрывали глиной и обжигали в печи внутри глиняной или песочной ямы. Воск плавится, оставляя форму для слитка. Расплавленное серебро заливалось в форму с помощью специальной глиняной лопатки. После остывания изложницу разбивали для удаления слитка. Таким образом, большинство изложниц использовалось одноразово, хотя известно несколько примеров слитков, отлитых с использованием одной и той же формы. Благодаря этой технике археологи не обнаружили никаких печей или форм, только глиняные ложки и чаши для наливания.

## Разновидности и наименования
- Новая гривна — новгородская единица ценности в XV столетии[12].
- Монетная гривна — крупный «неразменный» слиток серебра. Имела хождение в так называемый «безмонетный период» (XII, XIII и частично XIV век), когда прекратилась чеканка древнерусских монет (златника, сребреника) и начали поступать в обращение зарубежные монеты.
- Киевская гривна — гривна шестиугольной формы, имевшая хождение в Южной Руси с XII века и имевшая массу 163–165 граммов.
- Новгородская гривна — длинная серебряная палочка массой около 204 граммов. Имела наибольшее значение в денежном обращении. Изначально была распространена на северо-западе Руси, а с середины XII века распространилась по всей территории Руси.
- Черниговская гривна — переходная форма между киевской и новгородской гривнами. По форме была близка к киевской, а по массе — к новгородской.
- Татарская гривна (сум) — гривна ладьеобразной формы, имевшая хождение на территории Поволжья наряду с татарскими монетами XIV века.
- Литовский (западнорусский) рубль — палочкообразные слитки серебра с одной или несколькими вмятинами на спинке размером 10–17 см, массой 100–105 г. В источниках называется гривна, изрой.
- Литовский (западнорусский) трёхгранный рубль — палочкообразные трёхгранные слитки серебра массой 170–189 г.

В Северной и Средней Европе называлась маркой.
В XIII веке для новгородских гривен стало употребляться наименование «рубль», которое постепенно вытеснило название «гривна». В XV веке слитки «гривна» и «рубль» перестали быть денежно-платёжными средствами, хотя название «рубль» осталось и перешло на основную единицу русской монетной системы. Гривна массой 204 грамма была положена в основу чеканки русских монет.
От гривны также произошло название монеты «гривенник».
После прекращения хождения гривны как денежной единицы она осталась как «весовая» — «гривенка» или «скаловая гривенка» (от «скалвы» — весы) массой 204,75 грамма. Гривенка делилась на 48 золотников (4,26 грамма), а золотник — на 25 почек (0,17 грамма). Также как мера массы использовалась «большая гривна» (или «целая весовая гривна») массой 409,52 грамма. Эта единица массы применялась вплоть до XVIII века, когда была заменена фунтом (1 фунт = 1 большой гривне = 2 гривенкам).
Единица древнего русского веса. Пуд заключал 16 безменов, 40 больших гривенок и 80 малых.

## Галерея
- Новгородская гривна из селища в районе Копорья
- Копия киевской гривны, отлитая НБУ